# بي تي أس الأفضل (ألبوم)
بي تي أس الأفضل (بأسلوب منمق في جميع القبعات) هو الألبوم التجميعي الثالث باللغة اليابانية لفرقة بي تي أس الكورية الجنوبية. تم إصداره في 16 يونيو 2021 من خلال تسجيلات Def Jam وVirgin Music، وهي علامة فرعية ضمن Universal Music Japan حقق الألبوم نجاحًا تجاريًا هائلاً، حيث وصل إلى المركز الأول في مخطط Oricon الياباني واستمر في أن يصبح أول فرقة ذكور كورية على الإطلاق تتجاوز المليون ألبوم في اليابان وحدها، كما حققت أكبر مبيعات في الأسبوع الأول على الإطلاق لألبوم. في اليابان عام 2021.
أغاني فردية من بي تي أس، الأفضل

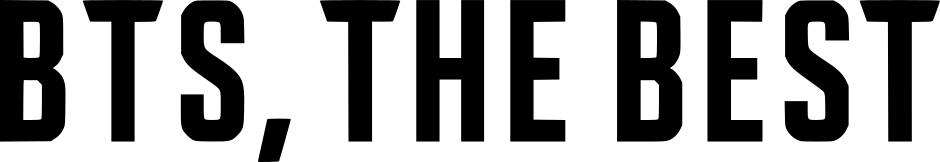
صورة للشعار

تم إصدار فيلم « Film Out » في 2 أبريل 2021

## خلفية
أعلنت بي تي أس عن إصدار أغنية يابانية جديدة، « فيلم أوت » في 16 فبراير 2021. الأغنية كتبها عضو BTS جونغكوك بالتعاون مع إيوري شيميزو، مغني فرقة الروك اليابانية الثلاثية باك نمبر. ومن المقرر أن تكون بمثابة الأغنية النهائية للفيلم Signal the Movie Cold Case Investigation Unit (2021). في 26 مارس، أصدرت الفرقة الفيديو التشويقي للأغنية وأعلنت في نفس الوقت عن إصدار ألبوم جديد باللغة اليابانية، BTS، الأفضل. كما تم الإعلان عن قائمة الأغاني في وقت واحد. يحتوي الألبوم على جميع الإصدارات اليابانية السابقة للفرقة منذ عام 2017 ، مع تضمين أغنية 2020 المنفردة باللغة الإنجليزية، « Dynamite » كمسار إضافي. تم الإعلان عن سبع نسخ من الألبوم تحتوي على مواد داعمة مختلفة في كل إصدار، مثل الملصقات المختلفة وبطاقات الصور والأعمال الفنية.

## إطلاق سراح
تم إصدار بي تي أس، الأفضل في 16 يونيو 2021، وفقًا لـ أورايكون وفووربيس، إحتل الإصدار المرتبة الأولى بين الأغاني الأكثر إستماعًا في اليابان وباع رقمًا قياسيًا قدره 572000 نسخة بعد يوم واحد من صدوره في البلاد.